# Христо Бояджиев (фотограф)
Вижте пояснителната страница за други личности с името Христо Бояджиев.
Христо Бояджиев (на македонска литературна норма: Христо Бојаџиев) е фотограф от Северна Македония.

## Биография
Роден е в 1948 година в Битоля, тогава в Югославия. Завършва основно и средно образование в родния си град и цялата си кариера работи в Битолския народен театър като музикален и художествен илюстратор. От 1970 година се занимава с художествена и приложна фотография и дизайн. Бояджиев има четири самостоятелни изложби и много участия в групови изложби в Македония и чужбина. Автор е на фотографиите, плаката и цялостния дизайн на III и V Международно графично триенале в Битоля в съавторство с Владо Гьорески, на цялостния рекламен материал за Охридско лято 97 и 98. Автор е на много плакати за филмови фестивали и за театрални постановки, за Майските оперни вечери – Скопие, Битолското културно лято, филмовия фестивал „Братя Манаки“ – Битоля също така в съавторство с Владо Гьорески, Международното графично триенале – Битоля, Охридско лято и други.
Носител е на първа награда за дизайн на художествен плакат и специално признание на Интернационалната изложба захудожествена фотография в Загреб, на награда за плакат за „Калугерски тишини“, награда за пропаганден материал за „Полковникът Птица“ – Народен театар – Прилеп също така в съавторство с Владо Гьорески, Награда за художествена фотография на конкурс на Съветя на Европа, награда „4-ти ноември“ на град Битоля за проекта „От Македонската ризница“, на Стериина награда – Нови Сад, за „Подземна република“.